# Mezzana Rabattone
Mezzana Rabattone ist eine Gemeinde (comune) mit 458 Einwohnern (Stand 31. Dezember 2023) in der südwestlichen Lombardei, im Norden Italiens. Die Gemeinde liegt etwa 14 Kilometer südsüdwestlich von Pavia in der Lomellina am Po. 
Sehenswert ist die Pfarrkirche San Giovanni Battista mit einer Marienskulptur von Luigi Montecucco.